# Akenatón (obra de teatro)
Akenatón (Título original en inglés: Akhnaton) es una obra de teatro escrita por la novelista de crimen y misterio Agatha Christie en 1937, pero publicada 36 años después, en 1973.

## Trama

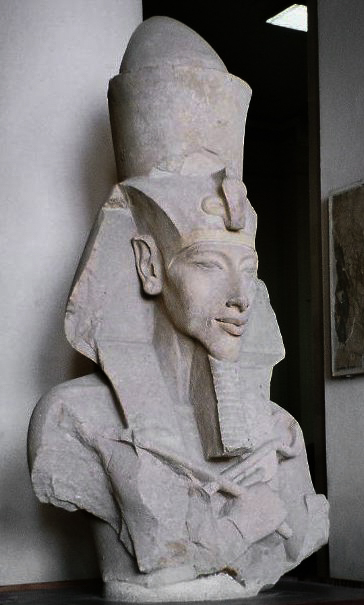
Busto del faraón Akenatón (Museo Egipcio de El Cairo, Egipto)

Extendida a lo largo de un período de dieciséis años, esta obra teatral está localizada en el Antiguo Egipto. Transcurre en el año 1375 a. C., y versa sobre los intentos del joven rey Akenatón por introducir una nueva religión en Egipto. Su fracaso representa una tragedia para él, para su reina y, en definitiva, para Egipto.
- Datos: Q2829015